# Поляни (Мазовецьке воєводство)
Поляни (пол. Polany) — село в Польщі, у гміні Вежбиця Радомського повіту Мазовецького воєводства.
Населення — 489 осіб (2011).
У 1975-1998 роках село належало до Радомського воєводства.

## Демографія
Демографічна структура станом на 31 березня 2011 року:
|          | Загалом | Допрацездатний вік | Працездатний вік | Постпрацездатний вік |
| -------- | ------- | ------------------ | ---------------- | -------------------- |
| Чоловіки | 263     | 55                 | 179              | 29                   |
| Жінки    | 226     | 42                 | 120              | 64                   |
| Разом    | 489     | 97                 | 299              | 93                   |